# Tempo Tallinn
Il Tempo Tallinn era una società calcistica di Tallinn.

## Storia
Fondata nel 1962, da allora ha sempre militato nella massima divisione calcistica estone, vincendo 4 campionati e 1 coppa nazionale.
Al termine della stagione 1991 fu retrocesso per la prima volta nella sua storia. Dopo un anno in Esiliiga (in cui per altro finì secondo) il club fu sciolto nel 1993.

## Palmarès

### Competizioni nazionali
- Campionato della repubblica sovietica estone: 4

1963, 1971, 1982, 1987
- Coppe della Repubblica Socialista Sovietica d'Estonia: 1

1984

### Altri piazzamenti
- Campionato della repubblica sovietica estone:

Secondo posto: 1964, 1983, 1984
Terzo posto: 1965, 1973, 1986
- Esiliiga:

Secondo posto: 1992